# (36216) 1999 TK215
1999 TK215 (asteroide 36216) é um asteroide da cintura principal. Possui uma excentricidade de 0.11589270 e uma inclinação de 2.86201º.
Este asteroide foi descoberto no dia 15 de outubro de 1999 por LINEAR em Socorro.